# Zentralisierung (Biologie)
Mit Zentralisierung wird in der Entwicklungspsychologie eine Theorie von Heinz Werner (1890–1964) u. a. Gestaltpsychologen wie Kurt Lewin, Kurt Koffka und Felix Krueger bezeichnet, mit deren Hilfe Entwicklungsvorgänge näher beschrieben und verstanden werden können. Die Theorie geht von Grundannahmen der Gestaltpsychologie aus. Beim Aufbau und in der Entwicklung  funktioneller Strukturen stellt die Zentralisierung sozusagen das Gegenstück der Peripherisierung dar.

## Zur Entstehung und Begründung der Theorie
Ursprünglich handelte es sich um den Versuch, sowohl die Differenzierung der Wahrnehmung als auch die selbstorganisierende Ausbildung übergeordneter Zentren der Reizverarbeitung zu verdeutlichen. Die Begriffe der Differenzierung und Zentralisierung lassen sich jedoch auch umfassend auf alle Entwicklungsvorgänge anwenden. – Die Eizelle lässt sich ganzheitlich als funktionell totipotenter Prototyp einer Zelle verstehen, vgl. dazu auch die pluripotente Funktion von Stammzellen. Solche Zellen können sich in verschiedene Gewebearten ausdifferenzieren. Der Begriff der Differenzierung erschien daher geeignet – insofern er die Ausgliederung von speziellen Teilfunktionen aus diffusen Ganzheiten beinhaltet –, als gestaltgebender Faktor für die Entwicklung von Organen angesehen zu werden. Als abgegrenzte Funktionseinheit im Dienste eines gesamten Organismus sind Organe jedoch immer auch als Zentren aufzufassen. Organogenese ist daher immer auch Zentralisation, insofern als man darunter die vereinheitlichende Zusammenfassung von Teilfunktionen im Dienste gemeinsamer Anliegen versteht. Zentralisierung ist daher nicht nur am Beispiel des Nervensystems zu verdeutlichen. Auch andere Organe, wie etwa die Bauchspeicheldrüse bestehen aus einem Komplex besonders hoch spezialisierter Zellen. Am Beispiel der Bauchspeicheldrüse sind dies die eigentlichen exokrinen Drüsenzellen und die endokrin wirksamen Langerhansschen Inseln. – Die Begriffe der Differenzierung und Zentralisierung haben sich in der Biologie durchgesetzt. So wird dieses Begriffspaar oft beim Vergleich unterschiedlicher Baupläne von Tieren und bei der Beurteilung der sich hieraus ggf. ergebenden Höherentwicklung der Organisation verwendet.

## Wahrnehmung
Das Erkennen wird als Einsicht in einen neuen Gestaltzusammenhang angesehen. Insofern unterliegt die Wahrnehmung einer bestimmten individuellen Entwicklung (Aktualgenese). Sie führt von diffusen, stark gefühlsbetonten und dynamischen Anfangszuständen (Vorgestalten, Gestaltkeimen) unter geeigneten Bedingungen zu prägnanten und klar gegliederten Endgestalten. Wie Friedrich Sander zeigte, gilt dies nicht nur für die Wahrnehmung, sondern auch für die Entwicklung von Lebewesen. Diese Gestalten sind nicht unbedingt nur als submikroskopische Veränderungen von Nervenzellen anzusehen, sondern sind dazu in der Lage, auch die Organisation der Zellen im sichtbaren Bereich zu gestalten (Selbstorganisation). Hirnpathologische Fälle liefern Beispiele für eine unvollständige Aktualgenese.

## Zentralisierung als Ausdruck der Selbstorganisation von Hirnzentren

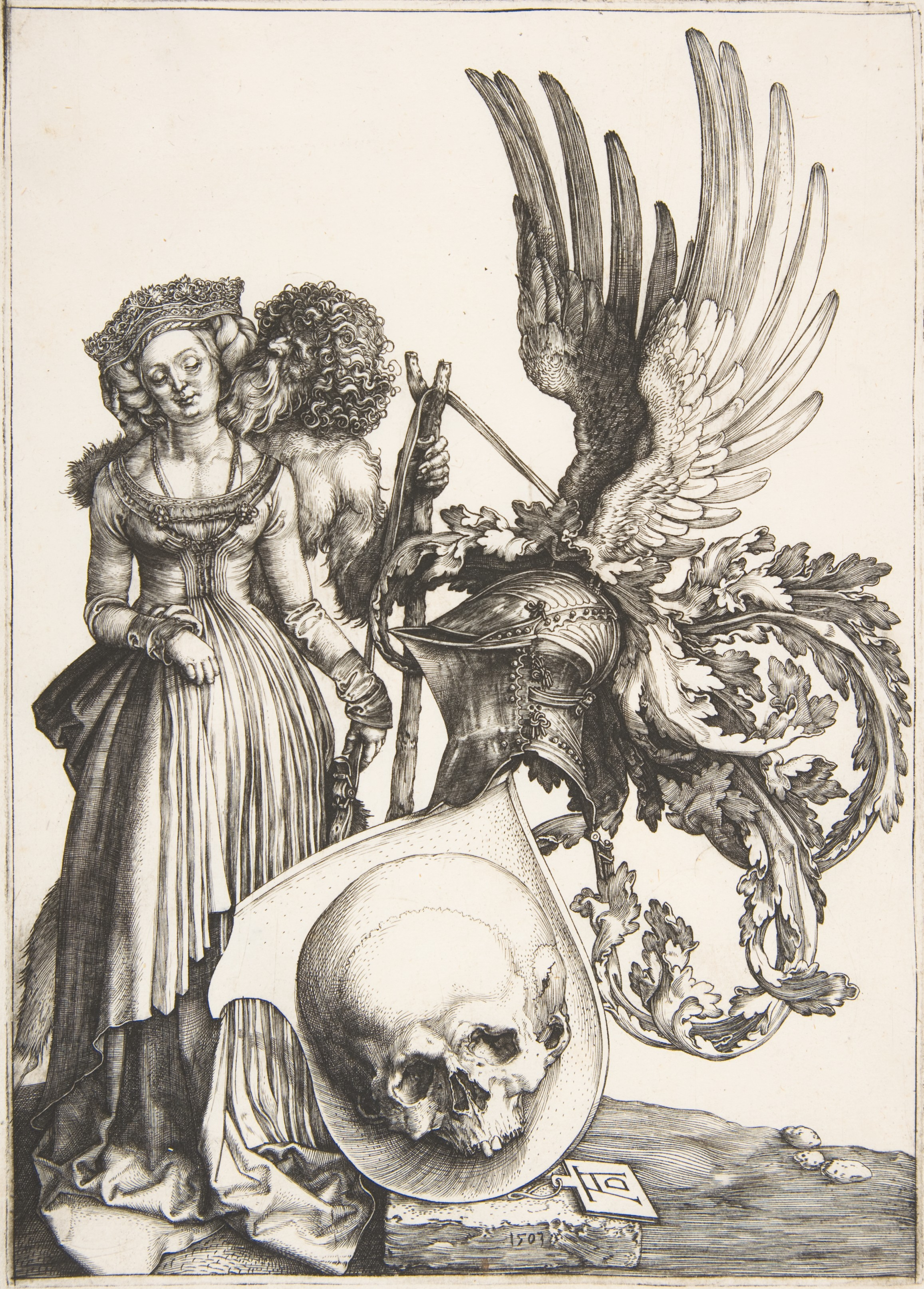
Abb. 1. Das Wappen kann als Albrecht Dürers Illustration zum Prinzip von „Stirb und Werde!“ verstanden werden.

Während der Begriff der Differenzierung an den gleichzeitigen Aufbau und Abbau von Funktionen im Sinne eines Wandels biologischer Einheiten von Nervenzellen gebunden ist, wird unter dem Begriff der Zentralisierung die „Einwickelung“ (Integration) von Teilfunktionen verstanden, die dadurch erreicht wird, dass Zellen unterschiedlicher Differenzierung Arbeitsgemeinschaften bilden, die nicht nur eine größere Summe von Funktionen und damit von Fähigkeiten etwa in der Organisation von Hirnzentren umfasst, sondern auch zu einer Herausbildung von neuen Sinnesqualitäten führen kann. Hierdurch wird eine vereinheitlichende Zusammenfassung von Teilfunktionen im Dienste gemeinsamer Anliegen erzielt. Noch Johannes Nikolaus Tetens (1736–1807) wies unter dem Begriff der „Einwickelung“ auf den gegenläufigen Aspekt von „Aufbau und Abbau“ hin, der bei jeder „Entwicklung“ zu beobachten ist und bisweilen sogar als Verlust älterer Fähigkeiten erlebt werden kann, vgl. Goethe „Stirb und Werde!“ in West-östlicher Divan, vgl. a. Abb. 1. Auch Immanuel Kant (1724–1804) gebrauchte noch den Begriff der „Einwickelung“ zur Abhandlung der Begriffe kosmologischer Ideen im Sinne einer Beziehung (eines Regressus) zwischen dem Ganzen und den Teilen. Dieser Auf- und Abbau wird heute unter dem Terminus des Fließgleichgewichts verstanden, d. h. als Formen (z. B. Zelltypen), deren Inhalte (mit ihnen verbundene Funktionen) sich ständig ändern.

## Zentralisierung am Beispiel der Netzhaut

### Mensch und Wirbeltiere

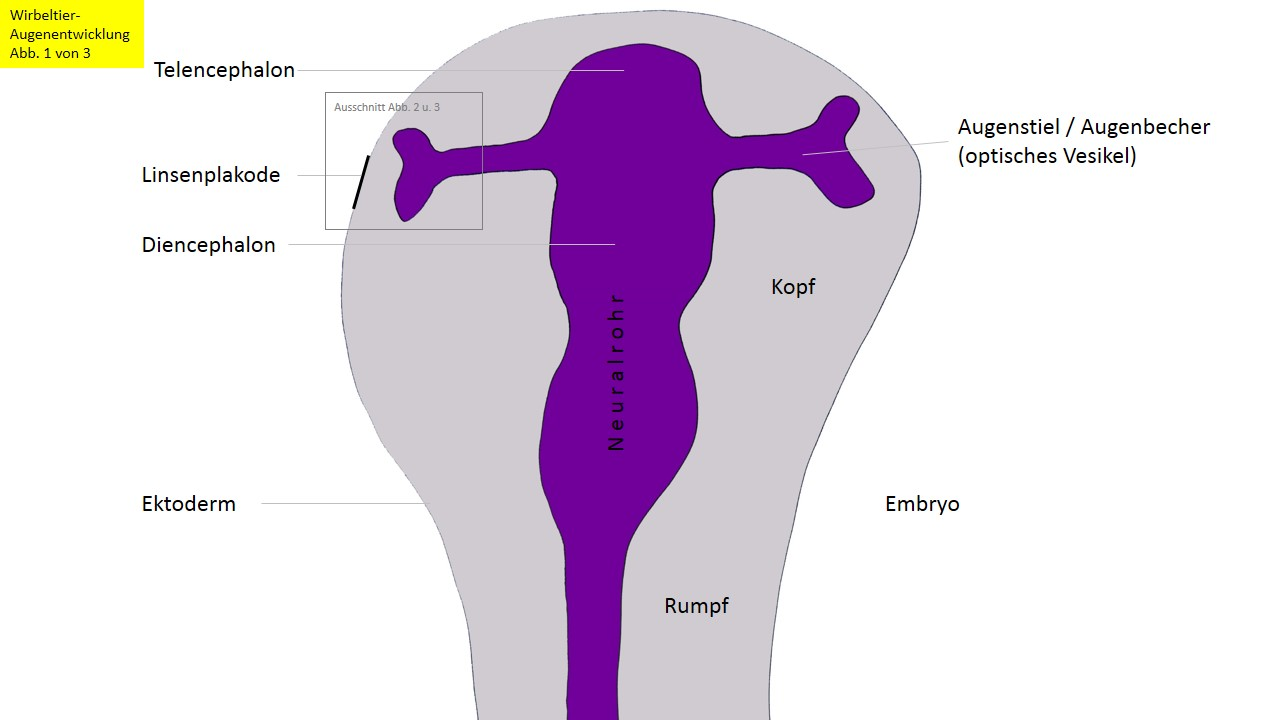
Abb. 2. Entwicklung des Wirbeltierauges – Phase 1: Ausbuchtung des Gehirns und Bildung der optischen Vesikel (Mensch: 4. Woche) sowie beginnende Ausbildung zweier Augenbecher

Abb. 3. Zelltypen in den drei Schichten einer Säugetiernetzhaut –, Licht fällt von links ein, weiß unterlegt die zellkernreichen Schichten. v. l. n. r.: weiß: Ganglienzellen und ihre Axone, grau: Innere Schicht, weiß: Bipolarzellen, gelb: Äußere Schicht, weiß: Fotorezeptoren, hellbraun: Fotorezeptoren Außensegmente. – Der entwicklungsgeschichtliche Vorgang der Zentralisierung erfolgt v. r. n. l. Zuletzt wachsen die Axone der Ganglienzellen aus.

Am Beispiel der Netzhaut sei auf die Augenentwicklung bei Wirbeltieren und beim Menschen hingewiesen, die vom Neuralrohr im Bereich des Zwischenhirns ausgeht (Abb. 2.). Die Zentralisierung schreitet von peripher nach zentral fort (Abb. 3.). Dabei dient der Stil des Augenbechers als Leitstruktur. Die Axone der Ganglienzellen müssen Anschluss finden in den entsprechenden Zentren von Zwischenhirn, Mittelhirn und Großhirnrinde. Der schichtweise Aufbau der Netzhaut hat Ähnlichkeit mit den Schichten der Hirnrinde (Allocortex). Das bipolare Ganglion retinae und das Ganglion nervi optici entsprechen der grauen Substanz des Gehirns. Sie werden zur Gehirnschicht der Netzhaut zusammengefasst. Das im Vergleich zum Grubenauge der Wirbellosen inverse Auge der Vertebraten bietet Vorteile bei der Gefäßversorgung. Die Retina ist bei den Vertebraten zwar nicht dem Licht zugewandt, dafür hat die pars optica retinae jedoch Berührung mit der Gefäßschicht der Chorioidea, was insgesamt zu einer Steigerung der Sehleistung führt.

### Cephalopoden
Bei den Cephalopoden erreicht der Stamm der Mollusca seine höchste Organisationsstufe. Dies zeigt sich in der reichen Entfaltung der Sinnesorgane. Sie geht einher mit einer Leistungssteigerung und einer Zentralisierung des Nervensystems. Die Augen der Cephalopoden gleichen in Bau und Leistung dem Wirbeltierauge. Die Entwicklung hat bei Cephalopoden jedoch einen anderen Verlauf genommen. Es handelt sich hierbei um ein klassisches Beispiel von Konvergenz. Die evolutionären Unterschiede im Vergleich zum Wirbeltierauge liegen in verschiedenen Gewebsarten, von denen die Entwicklung der Netzhaut ihren Ausgang nimmt. Während die Netzhaut des Wirbeltierauges neurektodermaler Herkunft ist (s. o.), bildet sich die Netzhaut der Cephalopoden aus rein ektodermalem Gewebe. Die Folge davon ist, dass sich die Zentralisierung und Kortikalisierung bei den Cephalopoden vom Inneren der Augenblase nach außen hin vollzieht, während die Zentralisierung bei Wirbeltieren zunächst von außen nach innen in der Augenblase verläuft. Daher müssen die zentripetalen Nervenfasern bei Wirbeltieren aus dem Augeninnern wieder durch die Sehnervenpapille herausgeführt werden. Dies ist bei den Cephalopoden nicht erforderlich. Zwar vereinen sich die dem Auge von außen aufliegenden Nervenfasern auch bei den Cephalopoden zu einem Sehnerv, es gibt hier jedoch im Augeninnern keine Sehnervenpapille und daher auch keinen blinden Fleck.